# 516 Amherstia
516 Amherstia је астероид главног астероидног појаса са пречником од приближно 73,10 km.
Афел астероида је на удаљености од 3,412 астрономских јединица (АЈ) од Сунца, а перихел на 1,946 АЈ.
Ексцентрицитет орбите износи 0,273, инклинација (нагиб) орбите у односу на раван еклиптике 12,961 степени, а орбитални период износи 1601,705 дана (4,385 године).
Апсолутна магнитуда астероида је 8,27 а геометријски албедо 0,162.
Астероид је откривен 20. септембра 1903. године.